# Holger Roggelin
Holger Roggelin (* 1962 in Lübeck) ist ein deutschamerikanischer evangelisch-lutherischer Theologe.

## Leben
Roggelin besuchte das Katharineum zu Lübeck. Nach dem Abitur (1982) studierte er Evangelische Theologie an der Christian-Albrechts-Universität zu Kiel, an der Eberhard Karls Universität Tübingen und am Keble College in Oxford. In Kiel bestand er 1989 das Erste Kirchliche Examen (entsprechend einem Magister Theologiae). Es folgte ein Promotionsstudium als Stipendiat der Studienstiftung des Deutschen Volkes mit Forschungsaufenthalten in Großbritannien und den USA zu Leben und Werk von Franz Hildebrandt. Von 1991 bis 1993 absolvierte er sein Vikariat an der Bugenhagenkirche (Hamburg-Barmbek). Am 5. Dezember 1993 ordiniert, wurde er 1995 in Kiel mit einer von Reinhart Staats betreuten Dissertation zum Dr. theol. promoviert.
Seine erste Pfarrstelle war an St. Nicolai (Mölln). Von der Nordelbischen Evangelisch-Lutherischen Kirche zunächst beurlaubt, folgte er 2000 dem Ruf als Pastor an die Zion Church of the City of Baltimore, die älteste deutschamerikanische Kirchengemeinde in Baltimore. Ab 2001 war er Vorstandsmitglied und von 2003 bis 2007 sowie von 2013 bis 2015 Präsident der Deutschen Evangelisch-Lutherischen Konferenz in Nordamerika (DELKINA), der Interessenkonferenz für deutschsprachige Seelsorge in der Evangelisch-Lutherischen Kirche in Amerika (ELCA) und der Evangelisch-Lutherischen Kirche in Kanada (ELCIC). Seit 2010 hat er sowohl die deutsche Staatsangehörigkeit als auch die Staatsbürgerschaft der Vereinigten Staaten.
In der Delaware-Maryland-Synode der ELCA war er der Beauftragte des Bischofs für die Ökumenische Bewegung. Toronto. Zum 1. Februar 2015 wechselte er an die Messiah Lutheran Church in Harrisburg (Pennsylvania). Er gehört zu den Mitarbeitern der Dietrich Bonhoeffer Werkausgabe und ist Mitglied der International Bonhoeffer Society.
In Mecklenburg-Vorpommern, der Heimat seiner Vorfahren, engagierte er sich für die Erhaltung des Stralsunder Archivbestandes der Gymnasialbibliothek.

## Werke
- Mitarbeit an Dietrich Bonhoeffer: Barcelona, Berlin, Amerika 1928–1931 (= DBW 10) Göttingen: Vandenhoeck & Ruprecht 1991, ISBN 978-3-579-01880-5, 2. Auflage 2005, Sonderausgabe 2015.
- mit Joachim Stüben: Orate pro patre Seghebando! Zu Herkunft und Bedeutung der Möllner Wiegendrucke. In: Lauenburgische Heimat 144 (1996), S. 40–59.
- Franz Hildebrandt. Ein lutherischer Dissenter im Kirchenkampf und Exil. Vandenhoeck & Ruprecht, Göttingen 1999, zugl.: Kiel, Univ., Diss., 1995 ISBN 3-525-55731-0 (= Arbeiten zur kirchlichen Zeitgeschichte B 31). GoogleBooks
- mit Andreas Pangritz: Wer singt gregorianisch? These und Kommentar. In: Dietrich Bonhoeffer Jahrbuch 2 (2005), S. 196–202.
- Neue Quellen zur Habilitation Dietrich Bonhoeffers 1930. In: Dietrich Bonhoeffer Jahrbuch 5 (2008), S. 61–74.
- mit Scott W Gustafson (Hrsg.): Lutheranism legacy and future. Essays in honor of Eric W. Gritsch on the 50th anniversary of his ordination. Conshohocken, PA: Infinity 2012 ISBN 9780741478818
- mit Horst Alsleben und Rüdiger Döhler: Die Kirche Dobbin – eine alte Dorfschönheit. In: Mein Mecklenburg IV/2015, S. 47–49.